# Село Барлыбека Сырттанова
Барлыбека Сырттанова (каз. Барлыбек Сырттанов, до 2010 г. — Кызылту) — село в Аксуском районе Жетысуской области Казахстана. Административный центр сельского округа Барлыбека Сырттанова. Код КАТО — 193267100.

## Население
В 1999 году население села составляло 1448 человек (771 мужчина и 677 женщин). По данным переписи 2009 года, в селе проживало 997 человек (511 мужчин и 486 женщин).